# Ralf Åkesson

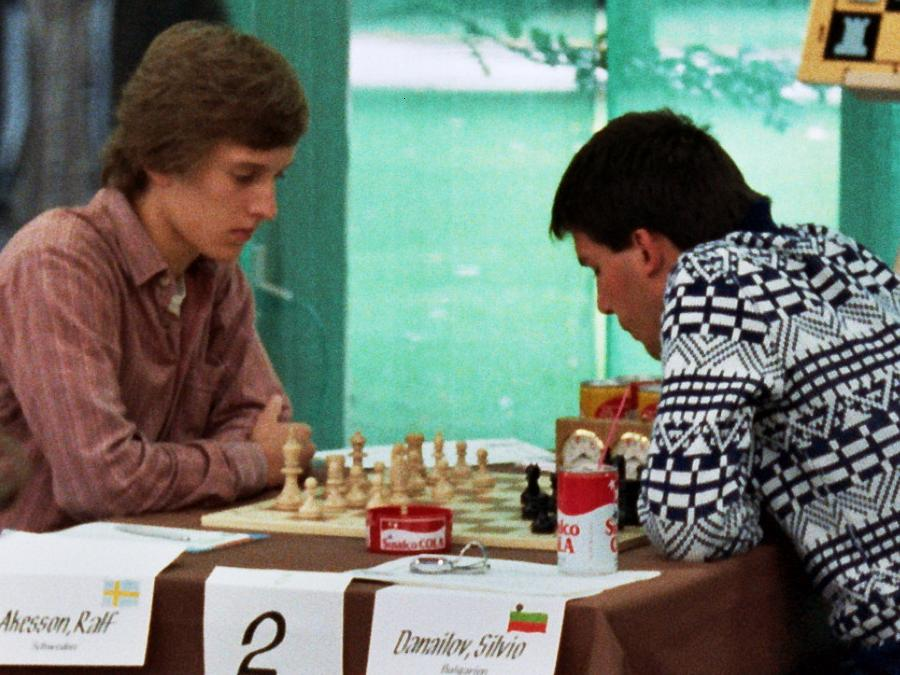
Ralf Åkesson – Silvio Danailow, Juniorenweltmeisterschaft im Schach 1980

Ralf Åke Åkesson (* 8. Februar 1961 in Oxelösund) ist ein schwedischer Schachspieler. 1981 erhielt er den Titel Internationaler Meister und 1995 den Großmeister-Titel. Im Fernschach trägt er seit 2004 den Titel Verdienter Internationaler Meister.

## Werdegang
Im Jahre 1980 wurde er mit dem Schackgideon ausgezeichnet, einem einmal im Jahr vergebenen Preis des Schwedischen Schachbundes, der nach Gideon Ståhlberg benannt ist.
Ralf Åkesson wurde 1980/1981 in Groningen U20-Jugendeuropameister. In den Jahren 1982 und 1983 siegte er beim Rilton Cup in Stockholm. Beim Berliner Sommer 1983 belegte er hinter Vlastimil Hort den geteilten 2. bis 4. Platz. Im Jahre 1985 in Uppsala und 1999 in Lidköping konnte er die schwedische Einzelmeisterschaft gewinnen. Im Jahre 1997 gewann er den Ostsee Grand Prix. Im April 2001 gewann er in Gausdal die GM-Gruppe der Gausdal Classics. Zum Jahreswechsel 2003/04 konnte er seinen Sieg beim Rilton Cup in Stockholm nach 21 Jahren wiederholen. Im April 2005 gewann er beim Gausdal Classics-Turnier die GM-B-Gruppe, im Juni 2005 das Marx György Memorial Open in Paks.
Im Januar 1997 lag er hinter Ulf Andersson auf dem zweiten Platz der schwedischen Elo-Rangliste.
| Die zur Anzeige dieser Grafik verwendete Erweiterung wurde dauerhaft deaktiviert. Wir arbeiten aktuell daran, diese und weitere betroffene Grafiken auf ein neues Format umzustellen. (Mehr dazu) |

## Mannschaftsschach
Mit der schwedischen Nationalmannschaft nahm er an drei Schacholympiaden teil (1996, 1998 und 2000) mit einem individuellen Gesamtergebnis von 15 Punkten aus 28 Partien (+9 =12 −7) sowie an zwei Mannschaftseuropameisterschaften (1997 und 1999) mit einem individuellen Gesamtergebnis von 9 Punkten aus 16 Partien (+5 =8 −3). Vereinsschach spielte er in Schweden viele Jahre, bis zur Saison 2005/06, für SK SASS, später unter dem Namen Södra SASS. Nach einem Jahr Pause spielt er seit der Saison 2007/08 für den Västerås SK. In der belgischen Interclubs-Liga spielt er für den LV Löwen.